# Deutschlandfunk

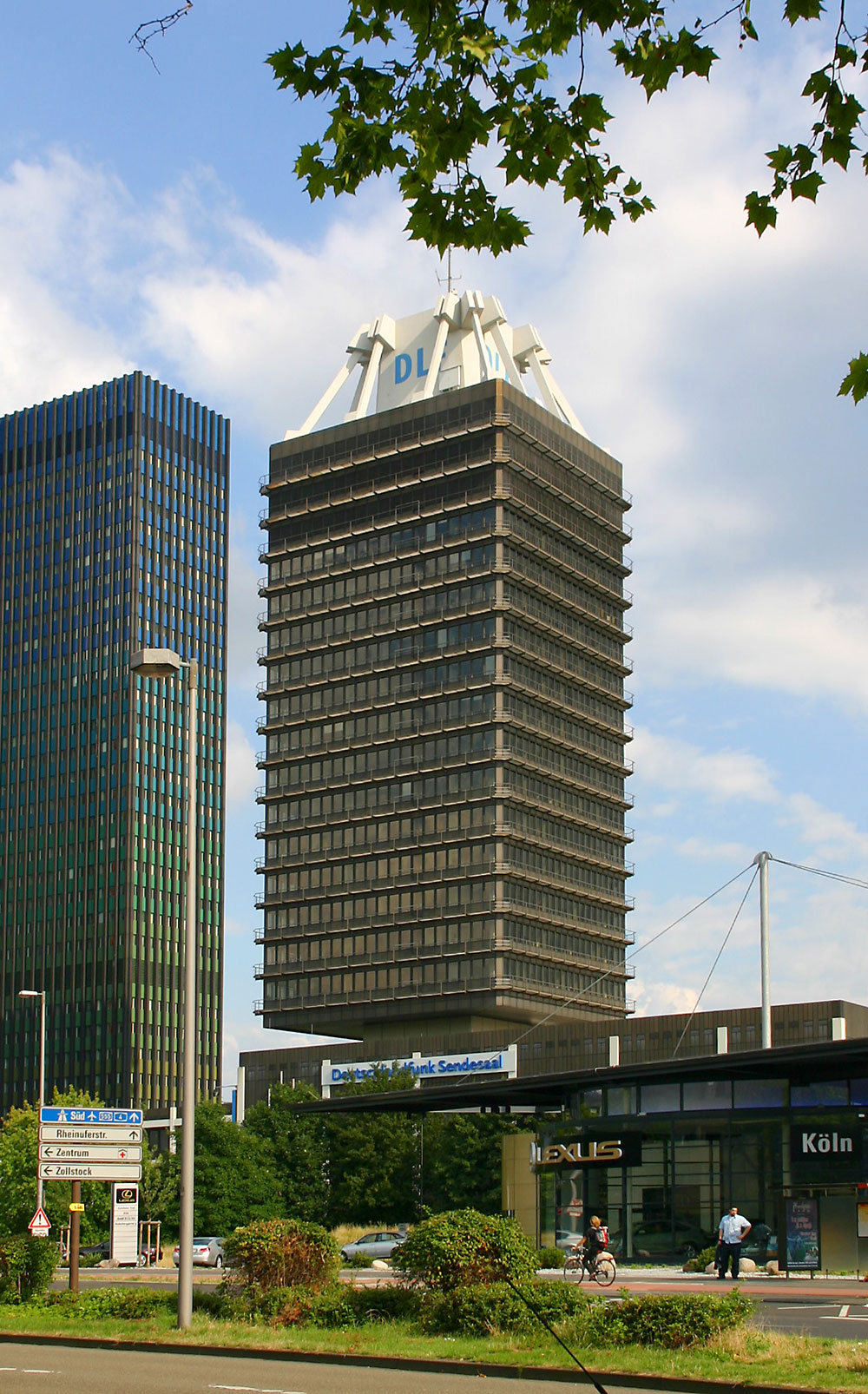
Het "Funkhaus" van de Deutschlandfunk in Keulen

Het radiostation Deutschlandfunk (afkorting: DLF) is een nationale nieuws- en informatiezender in Duitsland. De zender is vergelijkbaar met Radio 1 in respectievelijk Nederland en Vlaanderen.
In het begin van de jaren vijftig gaven de regionale omroepen van de ARD de opdracht aan de Nordwestdeutsche Rundfunk (NWDR) om een landelijk radioprogramma via de lange golf te verzorgen. Dit gebeurde als reactie op de ingebruikname van de lange golfzender Deutschlandsender door de DDR. De eerste proefuitzendingen werden in 1953 verzorgd en in 1956 startte de intussen opgerichte Norddeutsche Rundfunk (NDR) met de uitzendingen.
Op 26 oktober 1960 nam de Bondsdag een wet aan waarmee de Deutschlandfunk als zelfstandige omroep werd opgericht. Naast de Deutschlandfunk werd met deze wet ook de Deutsche Welle verzelfstandigd. De Deutschlandfunk richtte zich op Duitsland via de lange golf, terwijl de Deutsche Welle zich via de korte golf op het buitenland richtte. De zelfstandige Deutschlandfunk ging vanaf 1 januari 1962 uitzenden vanuit studio's in Keulen. In de jaren zestig werd ook een Europese afdeling opgezet die uitzendingen verzorgde voor Oost-Europa in andere talen dan Duits, zoals Engels, Tsjechisch, Kroatisch, Pools en Servisch.
Na de val van het IJzeren Gordijn en de hereniging van Duitsland, werd het radiostation gereorganiseerd en werden de internationale uitzendingen overgeheveld naar de Deutsche Welle. In 1994 werd het radiostation gefuseerd met Deutschlandradio Kultur uit Berlijn tot de radio-omroep Deutschlandradio.